# Marc'Antonio Dal Re

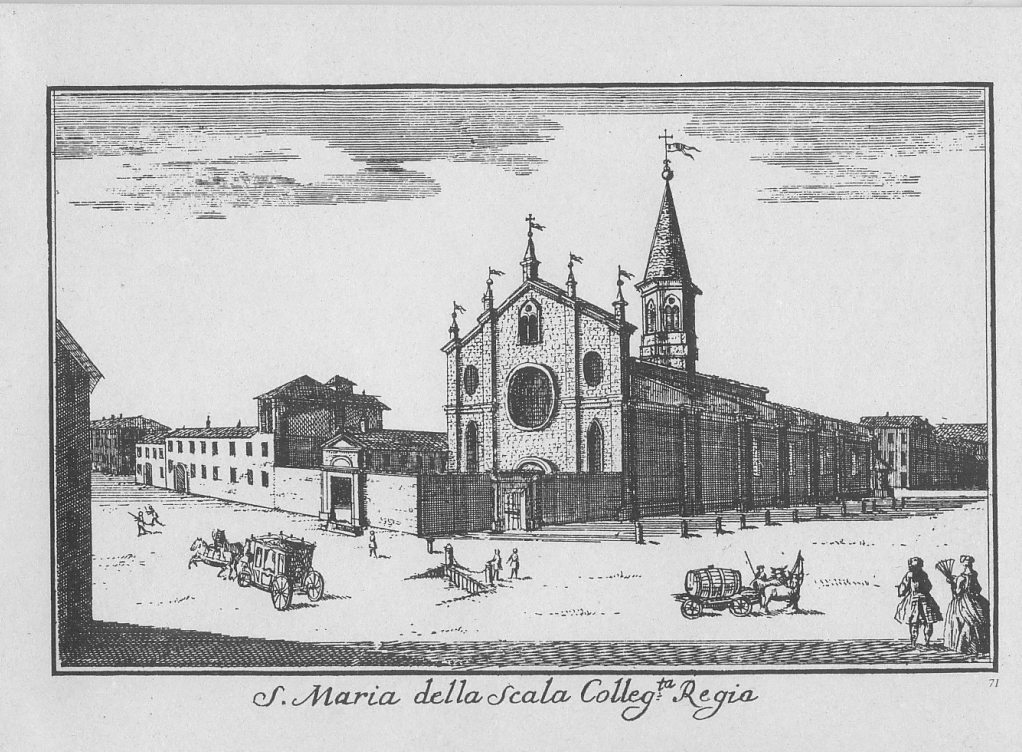
Incisione di Marc'Antonio Dal Re del 1745 tratta dalle Vedute di Milano, n.71, ove si vede la chiesa gotica di Santa Maria alla Scala demolita per costruire il celebre teatro

Marc'Antonio Dal Re (Bologna, 18 dicembre 1697 – Milano, 23 aprile 1766) è stato un incisore e scrittore italiano.

## La vita e le opere
Nato a Bologna nel 1697, Marc'Antonio Dal Re si trasferì a Milano giovanissimo, nel 1723, dopo un soggiorno a Cremona nel 1719 dove già svolgeva l'attività di incisore. Il suo ambizioso progetto era quello di illustrare le bellezze della Lombardia come poco prima e poco dopo fecero il Carlevarijs a Venezia (104 vedute) e il Vasi a Roma: dopo la pubblicazione della sua opera maxima "Ville di delizia" che doveva essere in sei tomi, aveva progettato anche un "Sacre delizie" con illustrazioni di chiese, santuari, sacri monti e luoghi pii. Di fatto pubblicò nel 1726 il primo volume con otto ville illustrate e, nel 1743, il secondo volume in due tomi con nove ville più tre ripetute dall'edizione del 1726. Non pubblicò altro salvo tavole sciolte delle ville già dette e di altre quattro (mai raccolte in volume) oggi disperse in archivi. Rassegnato di fronte al fallimento della propria opera incise, attorno al 1745, 88 fogli di vedute milanesi. Rimase sempre a Milano, ove morì il 23 aprile del 1766.

## Il "Ville di delizia"
In quello che ci rimane della mastodontica opera del Dal Re, sono descritte numerose ville nobiliari del milanese: i palazzi sono corredati ciascuno da una decina di incisioni e da una descrizione accurata scritta personalmente dal Dal Re.
Una curiosità è composta dal titolo dell'edizione del 1743: esso recitava come segue. "VILLE DI DELIZIA o siano PALAGI CAMPAREGGI NELLO STATO DI MILANO Divise in SEI TOMI Con espressivi le Piante, e diverse Vedute delle medesime incise e stampate da Marc'Antonio Dal Re Bolognese In Milano Alla Piazza de'Mercanti, nel Portico Superiore delle Scuole Palatine. MDCCXLIII"

### Le ville di delizia raffigurate nel 1726
- Palazzo Archinto, a Robecco sul Naviglio
- Villa Arconati, a Castellazzo di Bollate
- Villa Ghirlanda Silva, a Cinisello Balsamo
- Palazzo Brentano, a Corbetta
- Villa Simonetta, a Milano
- Palazzo Visconti, a Brignano Gera d'Adda
- Palazzo Borromeo, all'Isola Bella
- Palazzo Borromeo, all'Isola Madre

### Le ville di delizia raffigurate nel 1743
- Villa Alari, a Cernusco sul Naviglio
- Villa Arconati, a Castellazzo di Bollate
- Villa Clerici, a Niguarda (Milano)
- Villa Gallarati Scotti - Vimercate (MB)